# Adolphe Le Roy
Pour les articles homonymes, voir Le Roy.
Adolphe Le Roy est un peintre français né le 26 mars 1832 à Saint-Denis de l'île Bourbon et mort le 26 juillet 1892 à La Réunion.

## Biographie
Auteur de plusieurs paysages de son île à la fin du XIXe siècle, il a notamment représenté la rivière Saint-Étienne en 1874, les gorges de la rivière du Mât en 1877 et la ravine Bernica en 1884. Le musée Léon-Dierx de Saint-Denis conserve plusieurs de ses tableaux, des grands formats peints à l'huile.